# Stauffenbergstraße
La Stauffenbergstraße (rue Stauffenberg) est une rue de Berlin en Allemagne.

## Situation et accès
Elle relie la Tiergartenstraße (de) au sud du Großer Tiergarten et le Reichpietschufer au Landwehrkanal

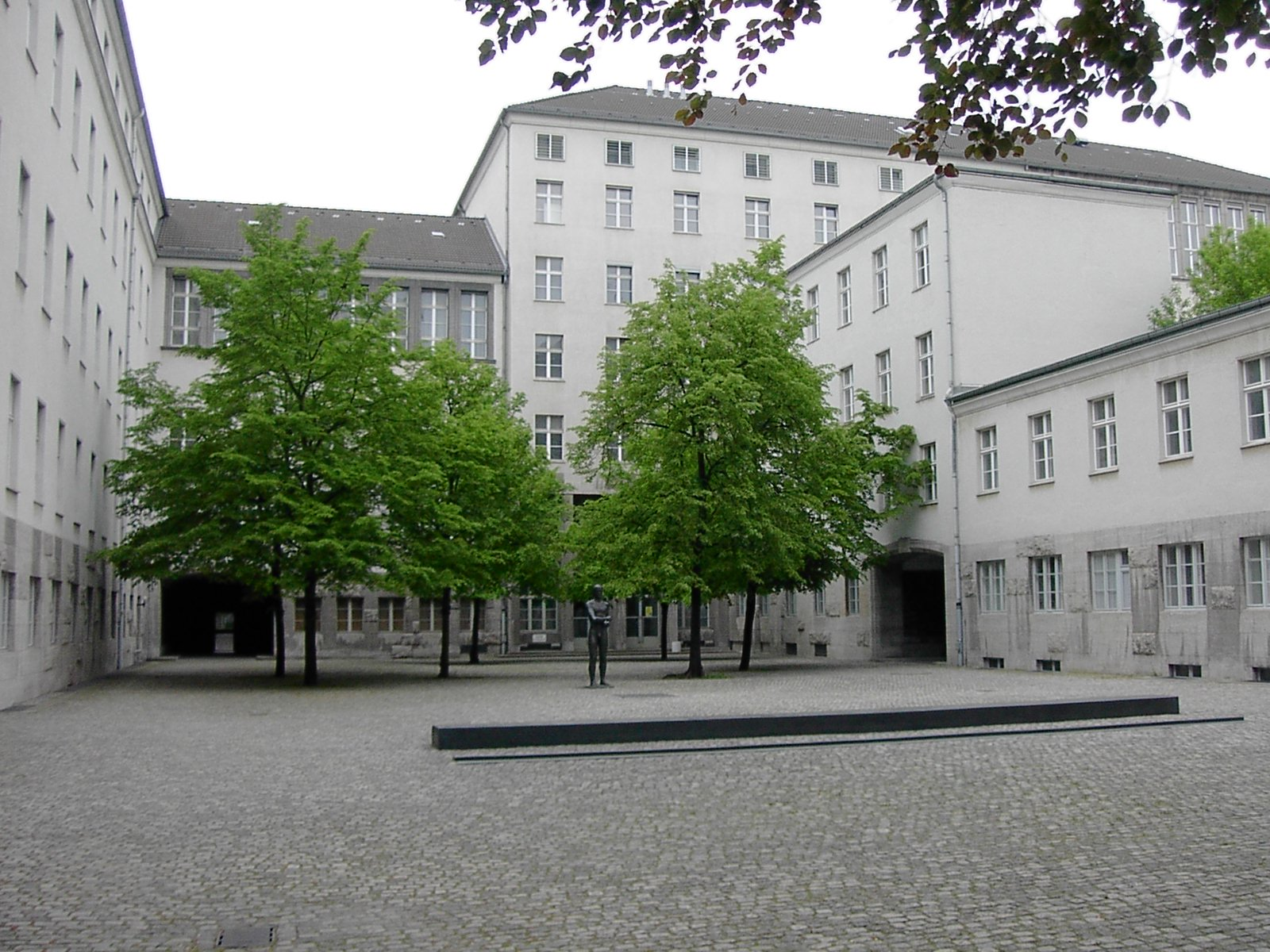
La cour d'honneur du Bendlerblock.

## Origine du nom
Elle rend hommage à Claus von Stauffenberg (1907–1944), officier de la Wehrmacht et l’une des figures centrales de la résistance allemande au nazisme, qui participe à un complot contre Adolf Hitler organisant personnellement l’attentat du 20 juillet 1944.

## Historique
La rue était appelée « Bendlerstraße » depuis 1837 et a été rebaptisée « Stauffenbergstraße » en 1955.
À l'époque du nazisme, le Bendlerblock était le siège des services du commandement suprême de la Heer où se trouvait le centre de la résistance militaire autour de Stauffenberg et Ludwig Beck.

## Bâtiments remarquables et lieux de mémoire
On y trouve le Bendlerblock, le siège secondaire du ministère fédéral de la Défense, et le mémorial de la Résistance allemande. 
La rue est aussi le siège des ambassades d'Autriche (au no 1) et d'Égypte (au no 6/7). 
La Villa Friedmann (au no 41), monument classé, construite en 1907-1908, est le siège de la direction générale des Musées d'État de Berlin.